# Näringslivets Presstjänst
Näringslivets Presstjänst, NPT, nyhetsbyrå som startade i Stockholm som en del av Timbro.
Byrån drevs från 1979 till mitten av 1990-talet då den uppgick i Svenska Nyhetsbyrån (SNB). Materialet bestod huvudsakligen av vanliga nyhetsartiklar om ekonomi, näringsliv och samhälle som abonnerades av ett hundratal tidningar, mest dagspress i landsorten.
Chefredaktörer för byrån var Johan Hjertqvist, Mikael Sekund, Mats Johansson och Margareta Lindkvist.